# Greda Breška
Greda Breška je naselje na Hrvaškem, ki upravno spada pod mesto Ivanić-Grad Zagrebške županije.

## Zgodovina
Do leta 1900 je naselje bilo poimenovano samo Greda. Naslednje leto se je povečalo z inkorporiranjem dela naselja Zelina Breška.    

## Demografija
| Pregled števila prebivalcev po letih | Pregled števila prebivalcev po letih | Pregled števila prebivalcev po letih | Pregled števila prebivalcev po letih | Pregled števila prebivalcev po letih | Pregled števila prebivalcev po letih | Pregled števila prebivalcev po letih | Pregled števila prebivalcev po letih | Pregled števila prebivalcev po letih | Pregled števila prebivalcev po letih | Pregled števila prebivalcev po letih | Pregled števila prebivalcev po letih | Pregled števila prebivalcev po letih | Pregled števila prebivalcev po letih | Pregled števila prebivalcev po letih |
| ------------------------------------ | ------------------------------------ | ------------------------------------ | ------------------------------------ | ------------------------------------ | ------------------------------------ | ------------------------------------ | ------------------------------------ | ------------------------------------ | ------------------------------------ | ------------------------------------ | ------------------------------------ | ------------------------------------ | ------------------------------------ | ------------------------------------ |
| 1857                                 | 1869                                 | 1880                                 | 1890                                 | 1900                                 | 1910                                 | 1921                                 | 1931                                 | 1948                                 | 1953                                 | 1961                                 | 1971                                 | 1981                                 | 1991                                 | 2001                                 |
| 350                                  | 348                                  | 315                                  | 337                                  | 361                                  | 333                                  | 323                                  | 281                                  | 378                                  | 270                                  | 251                                  | 340                                  | 201                                  | 174                                  | 165                                  |